# Säkerhetsbälte

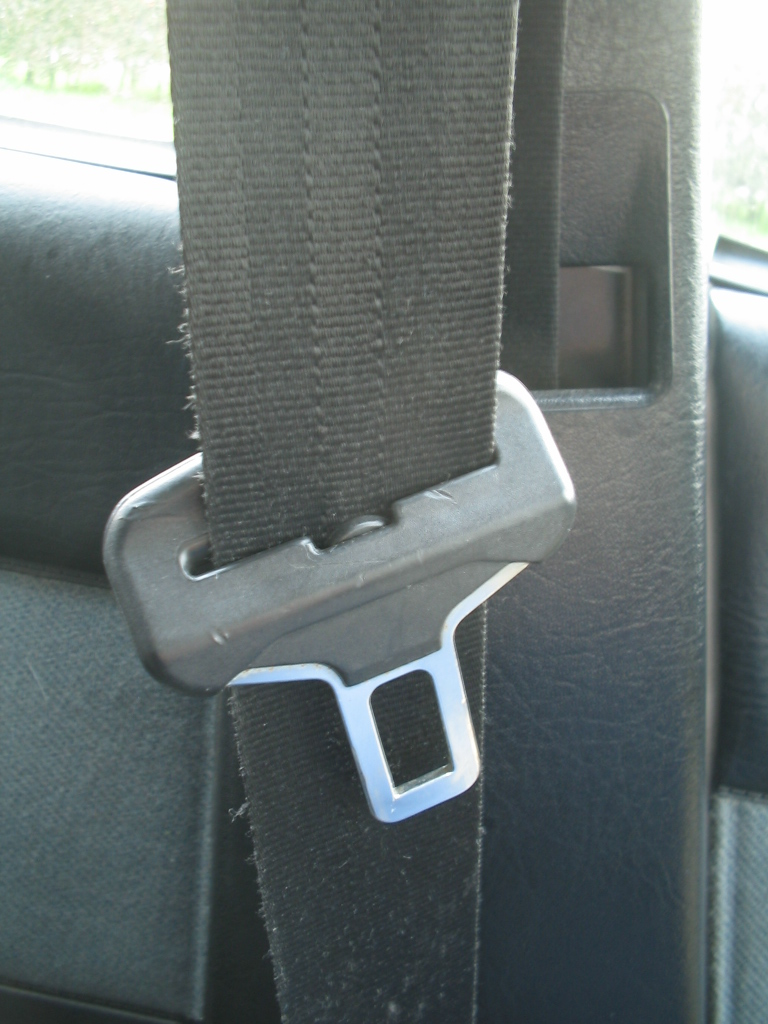
Säkerhetsbälte i en personbil.

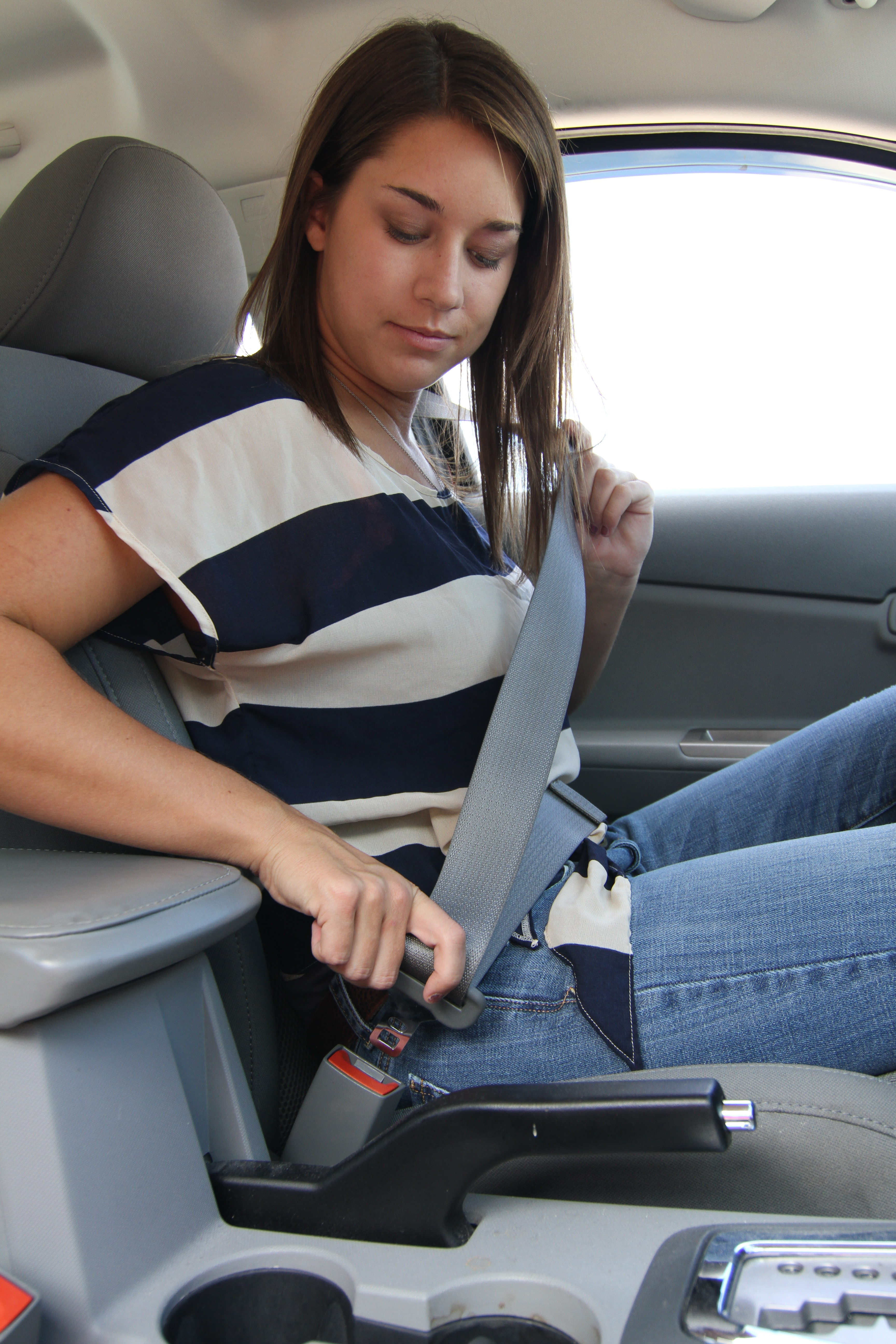
En kvinna sätter på sig säkerhetsbälte.

Ett säkerhetsbälte eller bälte, i personbilar ofta kallat bilbälte, är en säkerhetsanordning som finns i motordrivna fordon, bland annat i personbilar, vissa bussar och flygplan. 
Säkerhetsbältet gör så att den åkande hålls kvar i sin stol vid inbromsningar eller tvära svängar, samt om fordonet kolliderar eller slår runt. Vid korrekt användning minskar risken för grövre och vissa fall livshotande, skador. Säkerhetsbälten minskar risken för dödlig personskada på frontpassagerare med 45 procent och risken för måttlig till kritisk skada med 50 procent. I bilar samt bussar med bälteskrav ska bältet användas under hela färden. I flygplan är bälte obligatoriskt vid start och landning samt vid flygning i turbulens, vilket anges med en lysande skylt. Passagerare rekommenderas dock att använda bältet under hela flygturen.

## Historik
Det första säkerhetsbältet i ett flygplan infördes 1913 av fransmannen Adolphe Pegoud, som blev tvåa i världen (efter ryssen Pjotr Nesterov tolv dagar tidigare) med att flyga upp och ner. I flygplan blev säkerhetsbälte vanligt under 1930-talet. Trepunktsbältet uppfanns och patenterades av amerikanerna Roger W. Griswold och Hugh De Haven 1951.
Fram till 1955 var ökningen år från år av antalet dödade i trafiken stor i Sverige. Detta gjorde att intresset under 1950-talet ökade för trafiksäkerhet. Bilistorganisationen Motormännens Riksförbund var en föregångare vad gäller bilbälten. Under 1950-talets början tillverkades och såldes "M-selen". Enligt organisationens tidning Motor "fördelar M-selen trycket vid en inbromsning på höfter och bål samtidigt som den hindrar att kroppen fälls framåt".
Det var inte de svenska biltillverkarna, utan statliga Vattenfall som inledde forskning på området. Under utbyggnadsepoken för vattenkraftverk i Norrland sysselsatte Vattenfall tiotusentals byggarbetare och tjänstemän. Dessa körde tillsammans i storleksordning en miljard kilometer på smala, sliriga, guppiga vägar med många tvära, nypande, farligt feldoserade kurvor. Det visade sig att av alla de olyckstillbud som förekom bland de anställda, var trafikolyckor de vanligaste. Trafikolyckorna ökade dessutom kraftigt, eftersom bilkörandet ökade. Ingenjörerna Bengt Odelgard och Per-Olof Weman fick då i uppdrag att ta fram ett säkerhetsbälte direkt för Vattenfall. Tillsammans med överläkaren Stig Lindgren presenterade de därefter ett "Säkerhetsbälte typ Vattenfall". Detta bälte blev stilbildande i Sverige, sedan Vattenfall började montera in dem i sina bilar år 1956.
De amerikanska biltillverkarna Nash (1949) och Ford (1955) erbjöd säkerhetsbälten som dyra tillval. Efter att Saab GT750 introducerades på New York Motor Show 1958 med säkerhetsbälten  som standard, blev säkerhetsbälten allt vanligare standardutrustning i bilar av allehanda märken.
Volvochefen Gunnar Engellau kontaktades 1957 av Stig Lindgren för att försöka få Volvo att investera vidare i produkten säkerhetsbältet. Eftersom Volvo då var mitt uppe i sin största exportsatsning någonsin, att etablera sig på den nordamerikanska bilmarknaden, gällde det att profilera sig. Man ansåg att säkerhetslösningar kunde vara en bra idé. Trepunktsbältet vidareutvecklades av Volvos förste säkerhetsingenjör Nils Bohlin och introducerades första gången som standard i en Volvo PV 544 som levererades till en handlare i Kristianstad den 13 augusti 1959. Nils Bohlin vidareutvecklade trepunktsbältet från 1951 Den 29 augusti 1958 inlämnade Bohlin patentansökan på sin variant (Säkerhetssele vid fordon, patent-nr SE 227568, beviljad 16 okt 1969). Redan 1961 erhöll Bohlin patent i Tyskland (patent-nr DE 1 101 987) och 1962 erhölls patent även i USA (Safety belt, patent-nr US 3043625A) och från 1959 utrustades Volvo Amazon och Volvo PV 544 med denna säkerhetsdetalj.
Trepunktsbältet ingick som standardutrustning i Volvo Amazon 1959, och tack vare det räknades Amazonen till en av världens säkraste bilar. När Volvo införde trepunktsbälte som standard tillverkades bältena av Bröderna Ottosson. År 1962 vann man därför sitt första pris i säkerhet. Rullbälte för bilar uppfanns av Hans Karlsson 1964.
I bussar har säkerhetsbälten på allvar blivit vanliga först under 2000-talets första decennium, och förslag och lagar på att införa det i landsvägsbussar/långfärdsbussar och skolbussar har tillkommit.

## Typer av säkerhetsbälten
Midje- eller tvåpunktsbälten är vanliga i passagerarflygplan och förekom tidigare i personbilar. I nyare personbilar används trepunktsbälten, med två fästpunkter vid höfterna och en ovanför ena axeln.

## Bälteslagar

### Finland
Efter järnvägsolyckan i Jyväskylä 1998 påbörjade Finland 1999 ett försök med frivilliga säkerhetsbälte på försök på tåget Helsingfors och Uleåborg.

### Norge
I Norge blev det bälteslag i motorfordon den 21 september 1979, och den som ändå struntade i säkerhetsbältet fick de första åren som denna lag gällde böta 30 norska kronor.

### Sverige
1959 utrustade Volvo sina bilmodeller Amazon och PV 544 med säkerhetsbälten.
Personbilar i Sverige måste ha säkerhetsbälten i framsätena från och med årsmodell 1970, och i baksätena från och med årsmodell 1971. Rullbälten är obligatoriska i framsätet från och med årsmodell 1975 och i baksätet från och med årsmodell 1975. På mittplats godkänns dock tvåpunktsbälten utan upprullningsdon. Amatörbyggda och ombyggda fordon behöver endast ha bälten i framsätet, dessa behöver ej ha upprullningsdon, och i vissa fall kan tvåpunktsbälte godtas. Användande av säkerhetsbälten i personbilar blev obligatoriskt i framsätet den 1 januari 1975 och i baksätet den 1 juli 1986, medan yrkeschaufförer slapp ha säkerhetsbälte fram till den 1 oktober 1999. Den som åker bil obältad och stoppas av polisen får böter. 1988 infördes en lag för hur barn skall ha bilbälte.
Sedan den 1 januari 2004 måste alla bussar, utom de som tillverkats för tätortstrafik, vara utrustade med säkerhetsbälte på alla platser och bälte måste bäras på platser där dessa finns.  Sedan 1 januari 1999 måste alla i Sverige som åker buss, och sitter på bältesutrustat säte, använda bältet.
I taxi eller buss utrustad med bälte ska chauffören ansvara för att passagerare som är under 15 år använder säkerhetsbälte eller annan skyddsanordning. Även om passageraren är över 15 år väljer dock många taxi- och minibusschaufförer på grund av olycksrisken att inte starta fordonet förrän alla i är bältade. Från och med 5 mars 2007, efter bland annat bussolyckan utanför Rasbo 2007, måste alla bussar och tunga fordon byggda 2004 och senare ha säkerhetsbälten vid alla sittplatser.

### Tyskland
I Tyskland (dåvarande Västtyskland) måste säkerhetsbälte finnas i personbilar sedan 1 april 1970 i framsätet och sedan 1 maj 1979 i baksätet. Sedan den 1 januari 1992 måste det finnas säkerhetsbälte i lastbilar och sedan 1 januari 1999 i turistbussar. I Östtyskland blev det lag på säkerhetsbälten fram i bilen år 1980. Någon lag om bälten bak infördes aldrig.

### USA
I USA måste personbilar från och med årsmodell 1968 vara utrustade med säkerhetsbälten. Där var tidigare tvåpunktsbälten vanliga. New Hampshire är numera den enda av USA:s delstater som inte har lag på bilbälte för vuxna.

### Österrike
I Österrike måste säkerhetsbälte finnas i framsätet sedan 1976 och i baksätet sedan den 1 juli 1984.

## Bilder

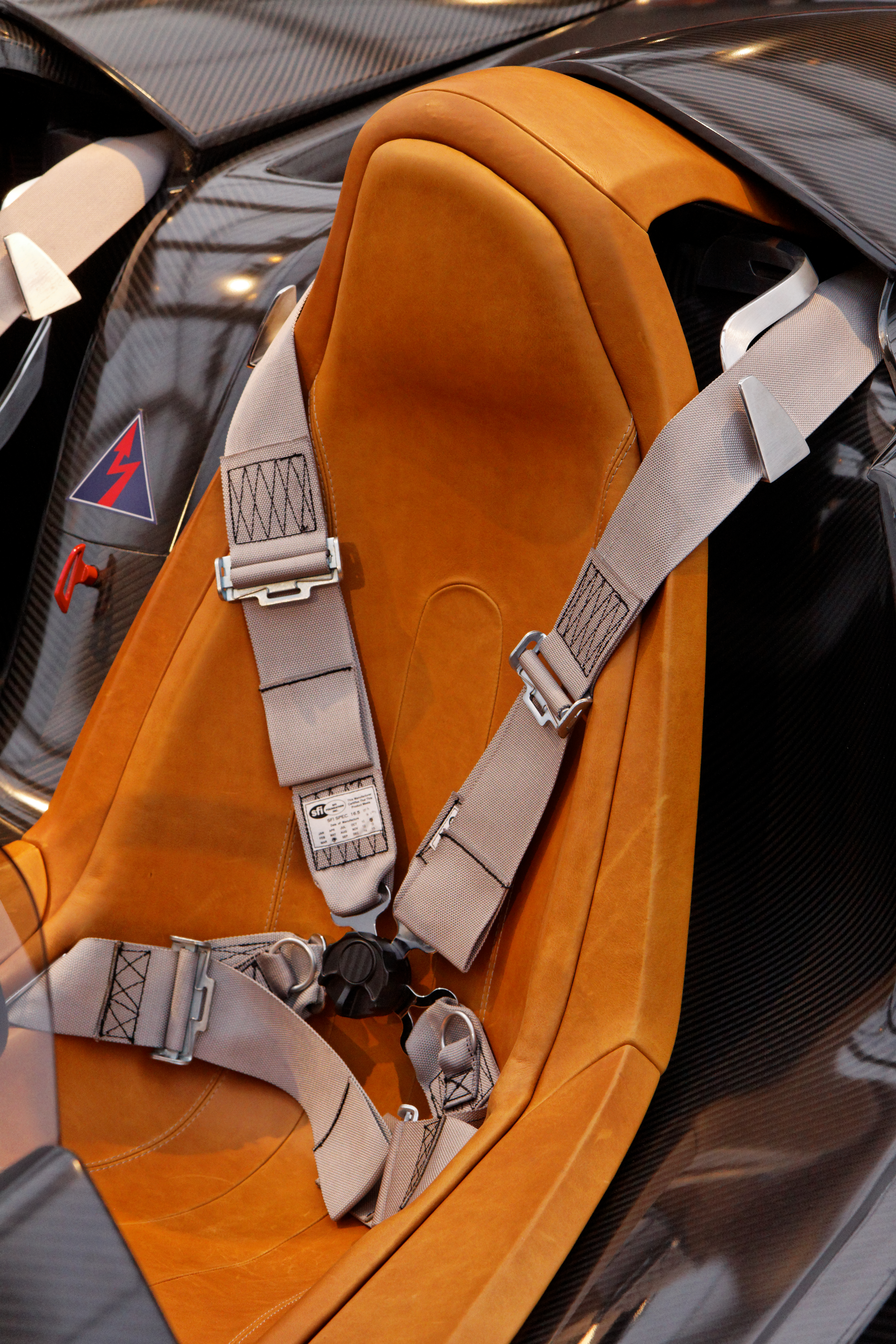
Fyrpunktsbälte.
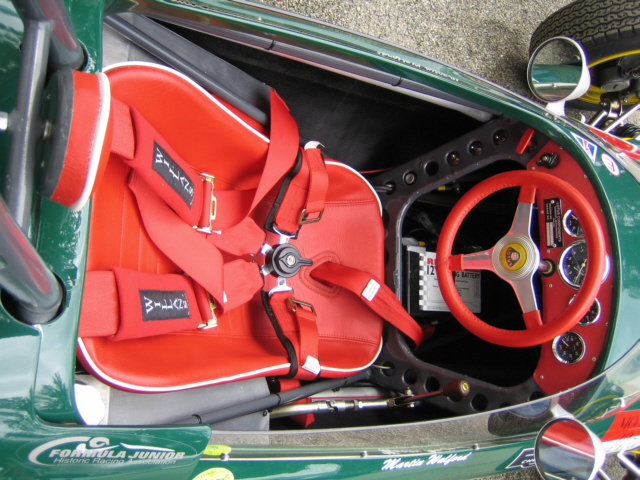
Fempunktsbälte.
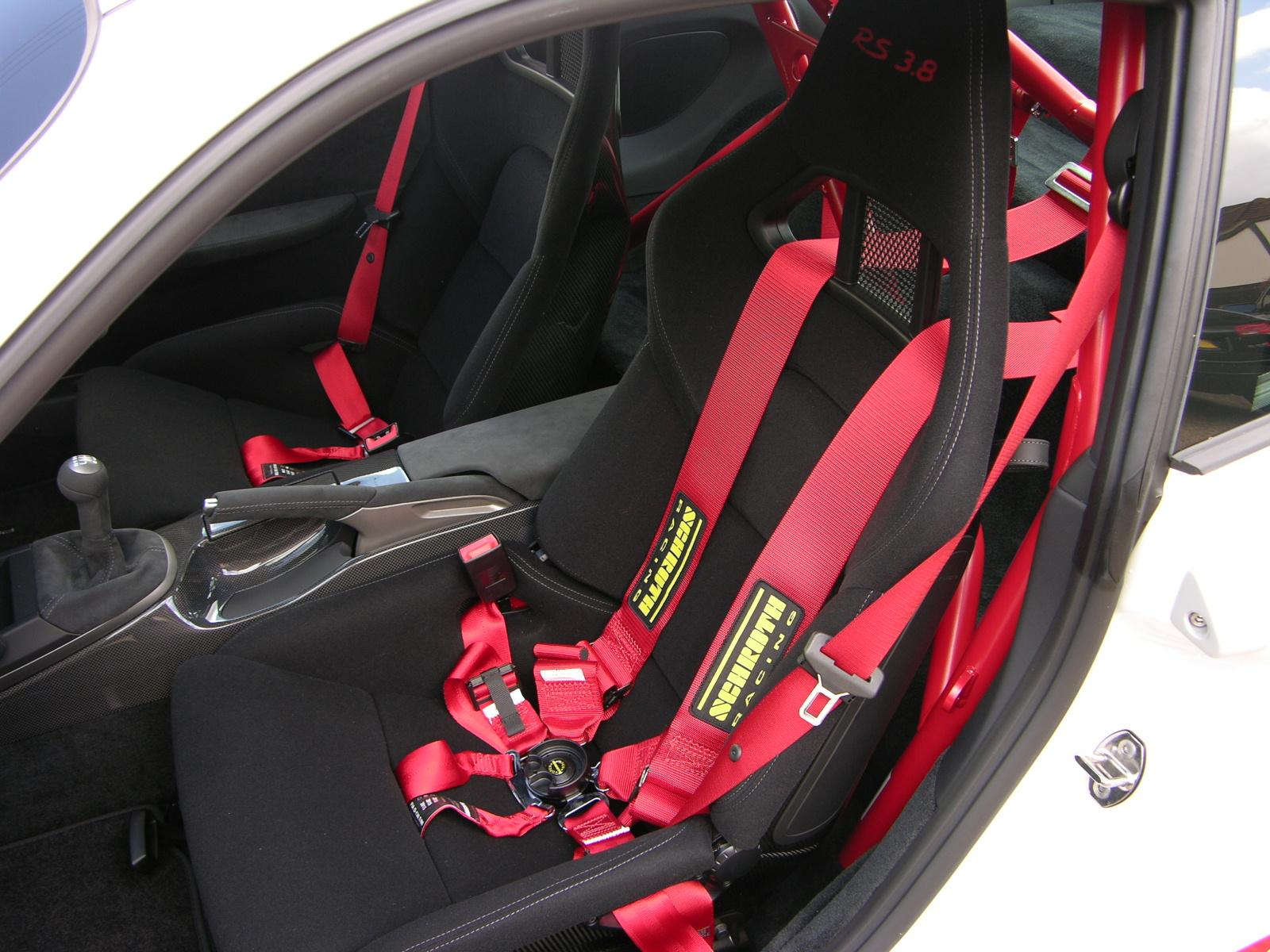
Sexpunktsbälte.
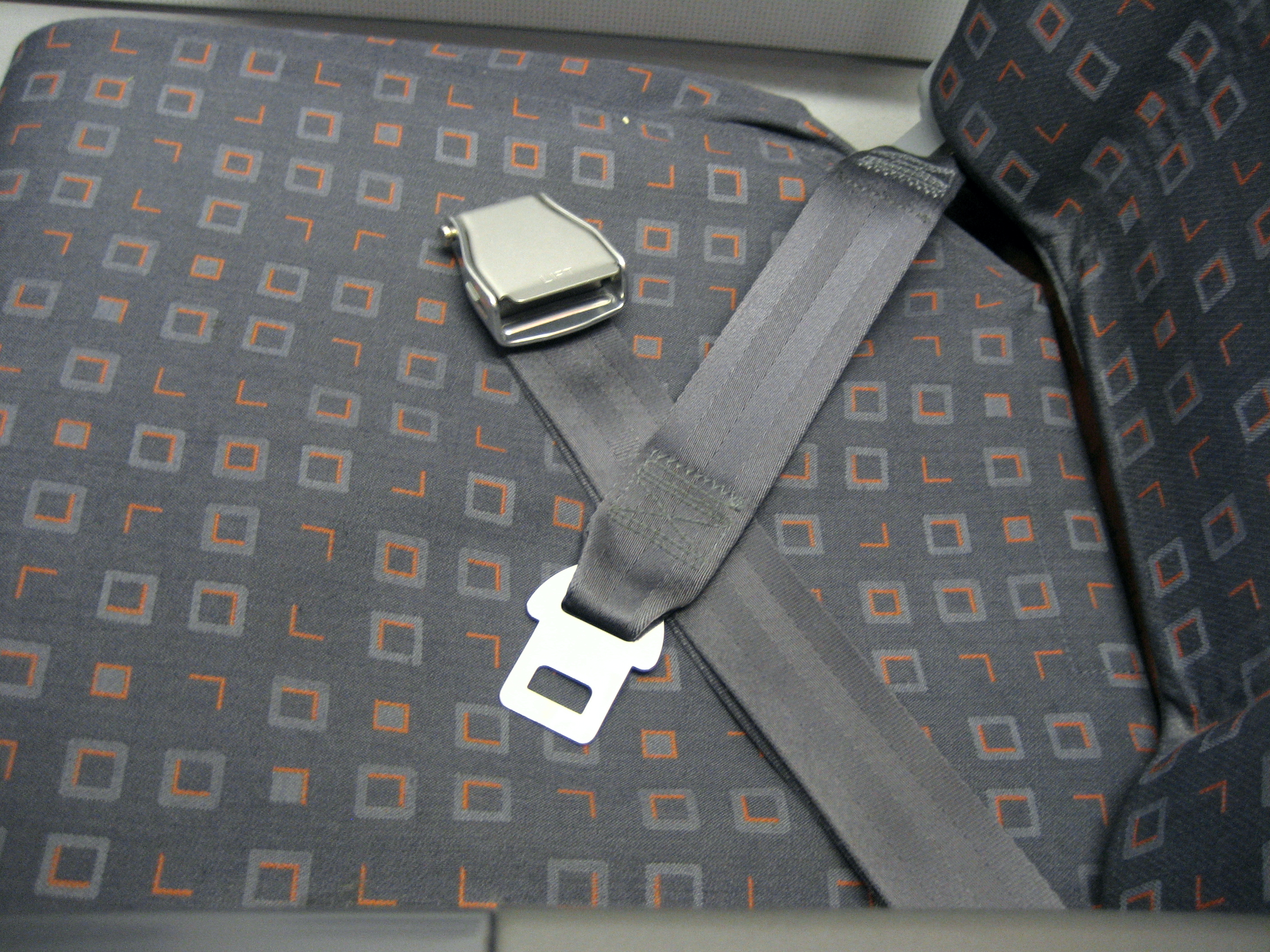
Ett flygplansbälte.
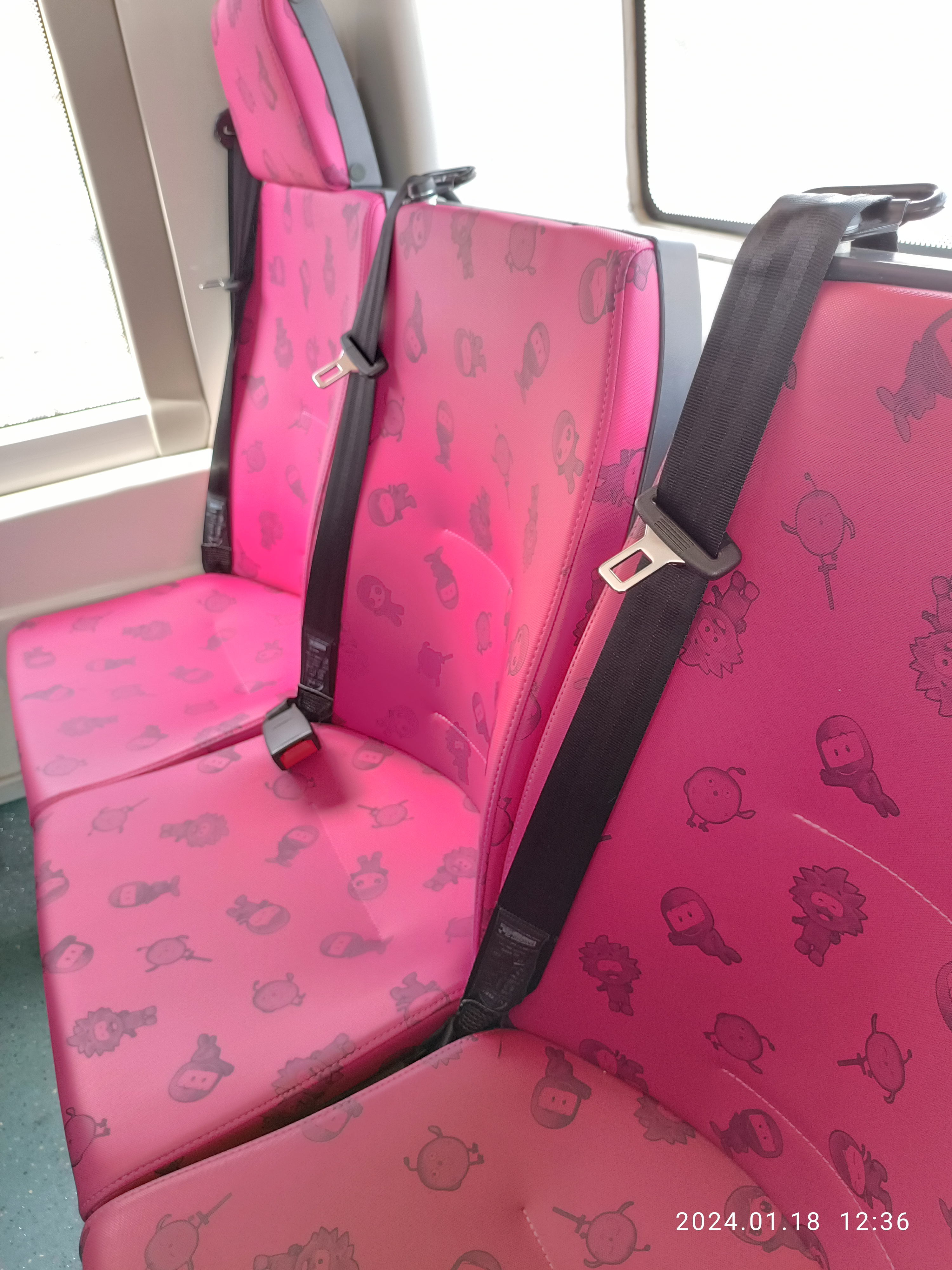
Bussbälten.